# 조선귀족
조선귀족(朝鮮貴族)은 1910년에  대한제국과 일본 제국 사이에 〈한일 병합 조약〉이 체결됨에 따라 일본 제국 정부가 일본의 화족 제도를 준용하여 대한제국의 고위급 인사들에게 봉작하고자 창출한 특수 계급이다. 1910년 8월 29일에 〈한일 병합 조약〉 제5조에 수반하여 일본 황실령 제14호 〈조선귀족령〉(朝鮮貴族令)이 공포되면서 신설되었고, 1947년 5월 2일에 일본 황실령 제12호 〈황실령과 부속법령 폐지의 건〉(일본어: 皇室令及附属法令廃止ノ件)에 의해서 폐지되었다.

## 형성

조선귀족회관 (1912년)

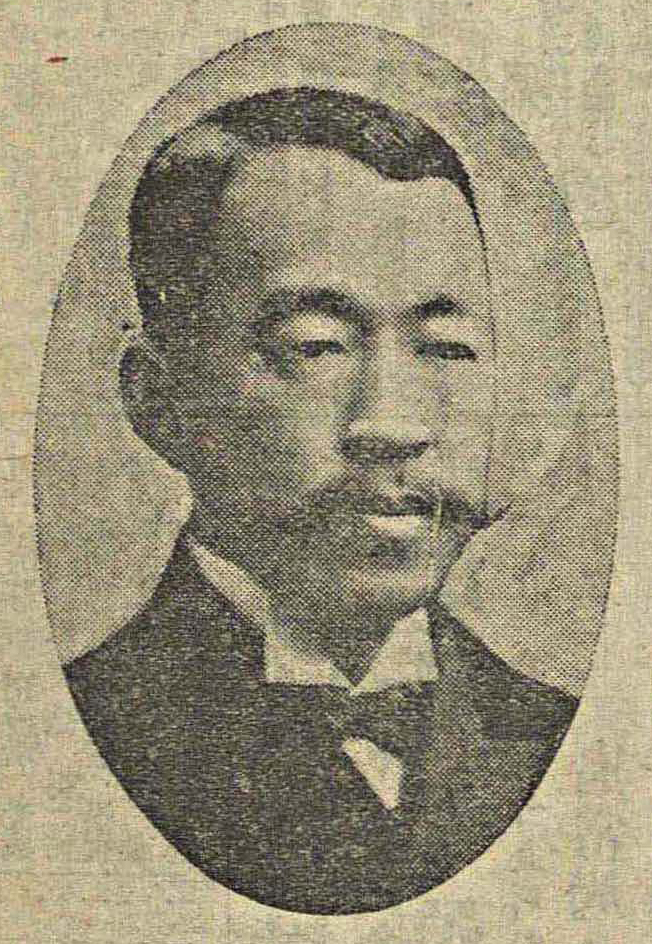
조선귀족회장 박영효

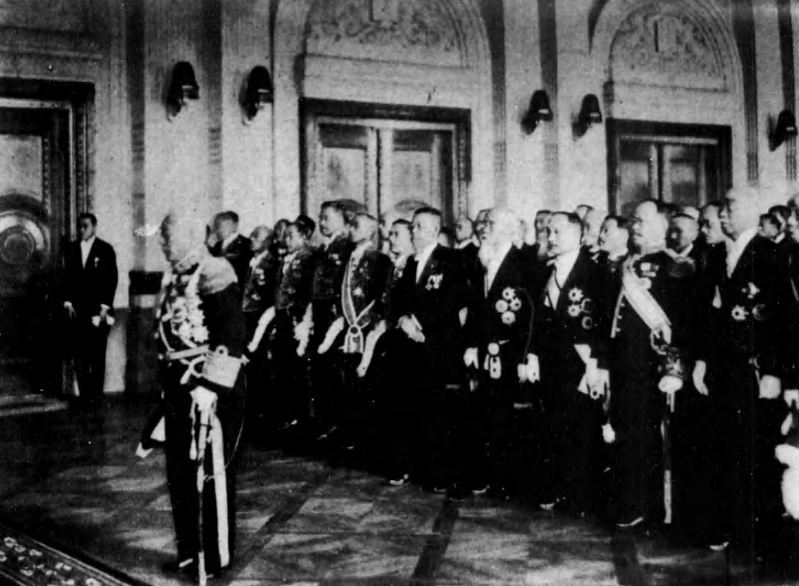
1931년 새해를 맞아 배하식(拜賀式)에 참석한 사이토 마코토 조선총독과 조선귀족들.

1910년 8월 29일에 일본 황실령 제14호 〈조선귀족령〉이 공포되면서 일본 정부는 대한제국 황족이 아닌 종친, 문지(門地), 훈공이라는 기준에 따라 선정된 고위급 인물들을 후작, 백작, 자작, 남작에 봉작하였다. 한일 병합 당시에 작위를 받은 76명의 수작자(후작 6명, 백작 3명, 자작 22명, 남작 45명), 1924년에 추가로 수작한 이항구, 수작자의 작위를 계승한 81명의 습작자, 총 158명이 조선귀족으로서 작위를 받았다.
1910년에 작위를 받은 76명 가운데 작위를 거부하거나 반납한 사람은 8명으로 김석진, 윤용구, 홍순형, 한규설, 민영달, 조경호, 조정구, 유길준이다. 이들을 제외한 68명의 수작자는 같은 해 10월 7일에 수작영식(授爵榮式)과 1911년 2월 22일에 작기본서 봉수식(爵記本書奉授式)에 참석하였으며, 1911년 1월 12일에 조선총독부에서 열린 공채본권 교부식(公債本券交付式)에 참석하여 작기와 은사공채권을 수령하였다. 1911년 9월 9일에는 일본의 화족회를 모방하여 박영효를 초대 회장으로 하는 조선귀족회를 설립하였다.

## 특권
조선귀족은 〈조선귀족령〉에 근거하여 일본 화족과 동일한 예우를 향유할 권리(제5조), 법규로서 구속력을 갖는 가범(家範)을 제정할 권리(제9조), 작위 세습의 권리(제10조)를 보장받았다. 1897년의 칙령 제10호 〈서위조례〉(敍位條例)와 1926년의 칙령 제325호 〈위계령〉(位階令)에 의거하여 작위에 따라 위계를 하사받았다. 공적인 의식에서의 좌석 순서를 뜻하는 궁중석차(宮中席次)를 작위와 위계에 따라 조선귀족에게 수여하였다. 작위에 따른 대례복의 착용이 허용되었으며, 조선귀족의 자제는 무시험으로 경성유치원과 가쿠슈인(学習院)에 입학할 수 있었고, 결원이 발생할 경우 무시험으로 도쿄제국대학이나 교토제국대학에 입학할 수 있었다. 조선귀족은 강점 초기에는 귀족원 구성에서 배제되었지만 1932년에 가서야 박영효가 칙선의원으로 참여할 수 있었다.
조선귀족의 경제적 지위를 보장하고자 일본 정부는 은사공채증권을 교부하였다. 원금은 5년 거치 50년 이내 상환되는 것이며, 연리 5%의 이자는 매년 3월과 9월에 조선은행 또는 우체국에서 지불되었다. 조선귀족회 차원에서 조합을 설립하여 조선총독부로부터 임야 및 삼림 불하(매각) 과정에서 무상 대부 및 불하를 받았다. 또한 조선귀족의 경제적 몰락을 방지하고자 1927년에 〈조선귀족세습재산령〉을 제정·공포하여 세습재산(귀족이 소유한 하인·집사·저택 등)을 설정해서 보호를 받을 수 있게 하였다. 1928년에는 〈조선귀족보호자금령〉을 공포하고 재단을 설립하였다.
| 후작 (6)  | 504,000   | 윤택영 |
| 후작 (6)  | 336,000   | 이재완 |
| 후작 (6)  | 280,000   | 박영효 |
| 후작 (6)  | 168,000   | 이재극, 이해승, 이해창 |
| 백작 (3)  | 150,000   | 이완용(李完用) |
| 백작 (3)  | 120,000   | 민영린 |
| 백작 (3)  | 100,000   | 이지용 |
| 자작 (22) | 100,000   | 고영희, 민병석, 박제순, 송병준, 이용직, 조중응 |
| 자작 (22) | 50,000    | 권중현, 김성근, 김윤식, 민영규, 민영소, 민영휘, 윤덕영, 임선준, 이근명, 이근택, 이병무, 이재곤, 이하영, 조민희 |
| 자작 (22) | 30,000    | 이완용(李完鎔), 이기용 |
| 남작 (45) | 50,000    | 조희연, 장석주, 유길준 |
| 남작 (45) | 25,000    | 김가진, 김병익, 김사준, 김사철, 김석진, 김영철, 김종한, 김춘희, 김학진, 남정철, 민상호, 민영기, 민영달, 민종묵, 민형식, 박기양, 박용대, 박제빈, 성기운, 윤용구, 윤웅렬, 이건하, 이근상, 이근호, 이봉의, 이용원, 이용태, 이윤용, 이재극, 이정로, 이종건, 이주영, 정낙용, 정한조, 조경호, 조동윤, 조동희, 조정구, 최석민, 한규설, 한창수, 홍순형 |
| 합계      | 4,529,000 | 76명 |

## 통제

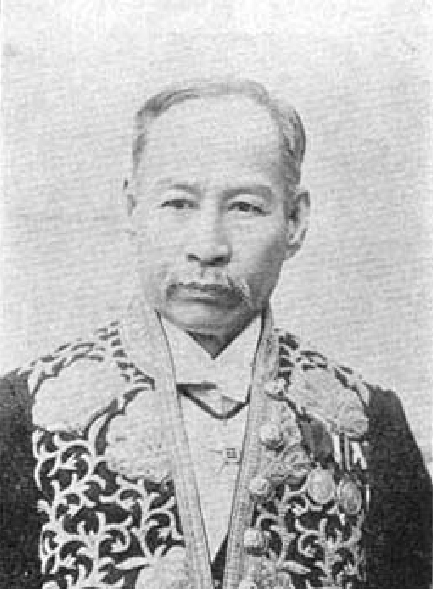
1920년에 대한민국 임시 정부로 망명한 김가진

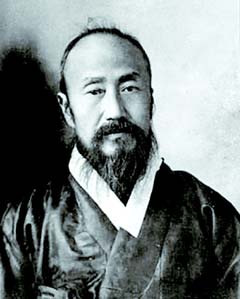
1911년에 습작하여 1913년에 실작한 윤치호

화족이 일본 궁내성의 감독을 받는 것과 다르게 조선귀족은 조선총독의 직접적인 통제 아래 있었으며, 조선총독은 일본 황실령 제15호 〈조선에 재주하는 귀족에 관한 건〉을 통하여 감독권을 행사하였다.
이완용의 차남 이항구는 1924년 10월 7일에 남작의 작위를 받았는데 조선귀족이 창출된 이래 일제강점기 동안 새로이 수작한 유일한 사례이다. 조선귀족 중에 승작한 자는 이완용(백작 → 후작), 송병준(자작 → 백작), 고희경(자작 → 백작)이 있다.
수작자 중에 일부는 반일적인 활동이나 충순을 결여한 행위를 이유로 하여 작위가 박탈되거나 습작이 이루어지지 않았다. 김사준은 독일과 중국으로부터 독립을 위한 원조를 받고자 비밀 조약을 체결하려던 중한의방조약안(中韓誼邦條約案) 관련 사건에 연루되어 1915년에 실형을 선고 받고 작위를 상실하였다. 김가진은 1919년에 의친왕 이강을 상하이로 탈출시키려 하였던 대동단 사건에 연루되었으며, 1920년에 상하이로 망명하여 대한민국 임시 정부에 참여하였다. 김가진의 작위는 박탈되지 않았으나 습작은 이루어지지 않았다. 이용직과 김윤식은 1919년에 3·1 운동이 일어나자 일본 정부와 조선총독부에 독립청원서를 제출하여 실형을 선고 받고 작위를 박탈당하였다. 습작자 중에는 윤치호가 1912년 105인 사건에 연루되어 1913년에 작위가 박탈되었고, 민태곤은 1941년 12월에 도쿄에서 조선민족독립운동 사건으로 체포되어 고문후유증으로 사망하였다.
마약, 도박 등으로 인한 형사범은 조선귀족으로서의 결격사유에 해당되어 작위가 박탈되었다. 민영린과 김병익은 아편 흡입죄로 실형을 선고 받아 작위를 박탈당하였다. 이지용은 도박으로 실형을 선고 받아 1912년에 예우가 정지되었다가 1915년에 해제되었다. 조민희는 도박으로 파산을 선고 받고 예우가 정지되었으며, 조동희는 집안 내의 재산 분쟁으로 예우 정지와 해제를 두 차례 반복하였다.

## 평가
조선귀족은 일본 정부와 조선총독부에 있어서 효용가치가 높은 최상위 협력층이었으나 1920년대 이후 문화 통치로 전환한 식민정책과 더불어 다양한 계층의 지식인 집단이 성장하면서 정체되고 무능력한 조선귀족을 적극적 협력자로 활용하려는 목적이 많이 희석되었다. 1920년대 이후 경제적으로 몰락하는 조선귀족들이 속출하자 조선총독부는 1929년에 창복회(昌福會)를 설립하여 궁핍한 조선귀족들을 지원하기에 이른다. 그럼에도 불구하고 조선귀족들은 일본의 기대에 부응하기 위해 각종 통치기구나 사회단체, 수탈기구에 참여하여 활동하였으며, 집필 활동을 통해서 식민통치를 정당화하는 데 중요한 역할을 수행하였다.
조선귀족의 수작자와 습작자는 1948년 9월에 제헌국회에서 제정한 〈반민족행위처벌법〉 제2조와 제4조 제1항에 의하여 당연범으로 처벌대상이 되었다. 2004년 3월에 대한민국 국회에서 제정한 〈일제강점하 반민족행위 진상규명에 관한 특별법〉 제2조 제7호는 수작 및 습작 행위를 친일반민족행위로 규정하였고, 이에 의거하여 친일반민족행위진상규명위원회는 141명을 귀족 분야의 조사대상자로 심의하여 총 139명(이재면, 수작자 64명, 습작자 74명)을 친일반민족행위로 결정하였다. 2009년에 민족문제연구소는 친일인명사전에 작위 거부·반납자 및 상실자, 민족운동 참여자를 제외한 조선귀족 137명을 친일파로 선정하여 수록하였다.

## 수작 및 습작자 목록
| 1910년 수작 거절 1910년 이후 승작 및 신 수작 실작 |

| 작위 | 수작자         | 습작자                                                            | 변동 사항                                                                   |
| ---- | -------------- | ----------------------------------------------------------------- | --------------------------------------------------------------------------- |
| 후작 | 이재완(李載完) | 이달용(李達鎔)                                                    |                                                                             |
| 후작 | 이재각(李載覺) | 이덕용(李德鎔)                                                    |                                                                             |
| 후작 | 이해창(李海昌) | 이덕주(李德柱)                                                    |                                                                             |
| 후작 | 이해승(李海昇) |                                                                   |                                                                             |
| 후작 | 윤택영(尹澤榮) | 윤의섭(尹毅燮)                                                    |                                                                             |
| 후작 | 박영효(朴泳孝) | 박찬범(朴贊汎)                                                    |                                                                             |
| 백작 | 이완용(李完用) | 이병길(李丙吉)                                                    | 1920년에 이완용이 후작으로 승작됨                                           |
| 백작 | 이지용(李址鎔) | 이영주(李永柱)                                                    | 1912년에 이지용이 도박죄로 구속됨에 따라 예우가 일시 정지됨                 |
| 백작 | 민영린(閔泳璘) |                                                                   | 1919년에 아편 흡입죄로 구속되어 작위가 박탈됨                               |
| 자작 | 송병준(宋秉畯) | 송종헌(宋鍾憲)                                                    | 1920년에 송병준이 백작으로 승작됨                                           |
| 자작 | 고영희(高永喜) | 고희경(高羲敬) - 고흥겸(高興謙) - 고중덕(高重德)                  | 1920년에 고희경이 백작으로 승작됨                                           |
| 자작 | 이완용(李完鎔) | 이택주(李宅柱)                                                    |                                                                             |
| 자작 | 이기용(李埼鎔) |                                                                   |                                                                             |
| 자작 | 박제순(朴齊純) | 박부양(朴富陽)                                                    |                                                                             |
| 자작 | 조중응(趙重應) | 조대호(趙大鎬) - 조원흥(趙源興)                                   |                                                                             |
| 자작 | 민병석(閔丙奭) | 민홍기(閔弘基)                                                    |                                                                             |
| 자작 | 이용직(李容稙) |                                                                   | 1919년에 조선총독부에 독립 청원서를 제출한 사건으로 인해 작위가 박탈됨      |
| 자작 | 김윤식(金允植) |                                                                   | 1919년에 조선총독부에 독립 청원서를 제출한 사건으로 인해 작위가 박탈됨      |
| 자작 | 권중현(權重顯) | 권태환(權泰煥)                                                    |                                                                             |
| 자작 | 이하영(李夏榮) | 이규원(李圭元)                                                    |                                                                             |
| 자작 | 이근택(李根澤) | 이창훈(李昌薰)                                                    |                                                                             |
| 자작 | 임선준(任善準) | 임낙호(任洛鎬) - 임선재(任宣宰)                                   |                                                                             |
| 자작 | 이재곤(李載崑) | 이해국(李海菊)                                                    |                                                                             |
| 자작 | 윤덕영(尹德榮) | 윤강로(尹强老)                                                    |                                                                             |
| 자작 | 조민희(趙民熙) | 조중수(趙重壽) - 조용호(趙龍鎬)                                   |                                                                             |
| 자작 | 이병무(李秉武) | 이홍묵(李鴻默)                                                    |                                                                             |
| 자작 | 이근명(李根命) | 이충세(李忠世) - 이종승(李鍾承)                                   |                                                                             |
| 자작 | 민영규(閔泳奎) | 민병삼(閔丙三)                                                    |                                                                             |
| 자작 | 민영소(閔泳韶) | 민충식(閔忠植)                                                    |                                                                             |
| 자작 | 민영휘(閔泳徽) | 민형식(閔衡植)                                                    |                                                                             |
| 자작 | 김성근(金聲根) | 김호규(金虎圭)                                                    |                                                                             |
| 남작 | 윤용구(尹用求) |                                                                   | 1910년에 수작 거부                                                          |
| 남작 | 홍순형(洪淳馨) |                                                                   | 1910년에 수작 거부                                                          |
| 남작 | 김석진(金奭鎭) |                                                                   | 1910년에 수작 거부                                                          |
| 남작 | 한창수(韓昌洙) | 한상기(韓相琦) - 한상억(韓相億)                                   |                                                                             |
| 남작 | 이근상(李根湘) | 이장훈(李長薰)                                                    |                                                                             |
| 남작 | 조희연(趙羲淵) |                                                                   | 1915년에 파산으로 인하여 작위를 반납함                                      |
| 남작 | 박제빈(朴齊斌) | 박서양(朴敍陽)                                                    |                                                                             |
| 남작 | 성기운(成岐運) | 성주경(成周絅) - 성일용(成一鏞)                                   |                                                                             |
| 남작 | 김춘희(金春熙) | 김교신(金敎莘) - 김정록(金正祿)                                   |                                                                             |
| 남작 | 조동희(趙同熙) | 조중헌(趙重獻) - 조원세(趙源世)                                   | 재산 분쟁으로 인하여 예우 정지와 해제를 두 차례 반복함                      |
| 남작 | 박기양(朴箕陽) | 박승원(朴勝遠) - 박정서(朴禎緖)                                   |                                                                             |
| 남작 | 김사준(金思濬) |                                                                   | 1915년에 《조선보안법》 위반 사건에 연루되어 작위가 박탈됨                  |
| 남작 | 장석주(張錫周) | 장인원(張寅源)                                                    |                                                                             |
| 남작 | 민상호(閔商鎬) | 민영욱(閔泳頊)                                                    |                                                                             |
| 남작 | 조동윤(趙東潤) | 조중구(趙重九)                                                    |                                                                             |
| 남작 | 최석민(崔錫敏) | 최정원(崔正源)                                                    |                                                                             |
| 남작 | 한규설(韓圭卨) |                                                                   | 1910년에 수작 거부                                                          |
| 남작 | 유길준(兪吉濬) |                                                                   | 1910년에 수작 거부                                                          |
| 남작 | 남정철(南廷哲) | 남장희(南章熙)                                                    |                                                                             |
| 남작 | 이건하(李乾夏) | 이범팔(李範八) - 이완종(李完鍾)                                   |                                                                             |
| 남작 | 이용태(李容泰) | 이중환(李重桓)                                                    |                                                                             |
| 남작 | 김병익(金炳翊) |                                                                   | 1919년에 아편 흡입죄로 구속되어 작위가 박탈됨                               |
| 남작 | 민영달(閔泳達) |                                                                   | 1910년에 수작 거부                                                          |
| 남작 | 민영기(閔泳綺) | 민건식(閔健植) - 민병억(閔丙億)                                   |                                                                             |
| 남작 | 이종건(李鍾健) | 이풍한(李豊漢)                                                    | 이종건은 작위 반납을 표명했으나 조선총독부의 불허 결정에 따라 작위가 유지됨 |
| 남작 | 이봉의(李鳳儀) | 이기원(李起元) - 이강식(李康軾) - 이홍재(李弘宰)                  |                                                                             |
| 남작 | 윤웅렬(尹雄烈) | 윤치호(尹致昊)                                                    | 1913년에 윤치호가 105인 사건에 연루되어 구속됨에 따라 작위가 박탈됨         |
| 남작 | 이근호(李根澔) | 이동훈(李東薰)                                                    |                                                                             |
| 남작 | 김가진(金嘉鎭) |                                                                   | 1919년에 중국 상하이로 망명하여 독립 운동에 참가함에 따라 습작 불능 처리됨  |
| 남작 | 정낙용(鄭洛鎔) | 정주영(鄭周永) - 정두화(鄭斗和)                                   |                                                                             |
| 남작 | 민종묵(閔種默) | 민철훈(閔哲勳) - 민규현(閔奎鉉) - 민태곤(閔泰崑) - 민태윤(閔泰崙) |                                                                             |
| 남작 | 이재극(李載克) | 이인용(李寅鎔)                                                    |                                                                             |
| 남작 | 이윤용(李允用) | 이병옥(李丙玉)                                                    |                                                                             |
| 남작 | 이정로(李正魯) | 이능세(李能世)                                                    |                                                                             |
| 남작 | 김영철(金永哲) | 김영수(金英洙) - 김용국(金容國)                                   |                                                                             |
| 남작 | 이용원(李容元) | 이원호(李原鎬) - 이창수(李彰洙)                                   |                                                                             |
| 남작 | 김종한(金宗漢) | 김세현(金世顯)                                                    |                                                                             |
| 남작 | 조정구(趙鼎九) |                                                                   | 1910년에 수작 거부                                                          |
| 남작 | 김학진(金鶴鎭) | 김덕한(金德漢)                                                    |                                                                             |
| 남작 | 박용대(朴容大) | 박경원(朴經遠)                                                    |                                                                             |
| 남작 | 조경호(趙慶鎬) |                                                                   | 1910년에 수작 거부                                                          |
| 남작 | 김사철(金思轍) | 김석기(金奭基)                                                    |                                                                             |
| 남작 | 정한조(鄭漢朝) | 정천모(鄭天謨)                                                    |                                                                             |
| 남작 | 이주영(李胄榮) | 이규환(李圭桓) - 이경우(李卿雨)                                   |                                                                             |
| 남작 | 민형식(閔炯植) |                                                                   | 민형식의 아들들이 아편 중독자, 전과범으로 분류되어 습작 불능 처리됨         |
| 남작 | 이항구(李恒九) | 이병주(李丙周)                                                    | 1924년에 이항구가 추가로 작위를 수작함                                      |

## 같이 보기
- 화족
- 친일파 708인 명단 - 조선귀족
- 민족문제연구소의 친일인명사전 수록자 명단 - 매국
- 민족문제연구소의 친일인명사전 수록자 명단 - 수작/습작
- 대한민국 정부 발표 친일반민족행위자 명단 - 정치